# Юсуф Акобіров
Юсуф Акобіров (тадж. Юсуф Акобиров; 1 жовтня 1937 — 12 жовтня 2011) — таджицький народний письменник і кіносценарист.
Народився 1 жовтня 1937 року в кишлаку Ані Гіждуванського району Бухарської області Узбекистану. У 1959 році закінчив філологічний факультет Таджицького державного університету імені В. І. Леніна.
Друкуватись почав у 1959 році. Працював у редакціях періодичних видань Таджикистану. Його перу належать романи «Земля батьків» (1974), «Нурек» (1979), «Долина кохання» (1982); повісті «Коли зупинився млин…» (1964), «Дівчина, яку я шукаю» (1964), «Зрілість» (1968); збірка оповідань і нарисів «Подорож у вчора і завтра» (1981), драма «Рудакі» та інші твори.
За сценарієм Ю. Акобірова на кіностудії «Таджикфільм» у 1983 році знято фільм «Сімейні таємниці».
У 1980 гроці удостоєний Державної премії Таджицької РСР імені Рудакі в галузі літератури.
Помер 12 жовтня 2011 року в Душанбе, після нетривалої хвороби.